# بریاکند، ساموخ
بریاکند (به لاتین: Beriyakend) یک منطقه مسکونی در جمهوری آذربایجان است که در شهرستان ساموخ واقع شده است.